# Isa Demir
Isa Demir, född 10 augusti 1985 i Södertälje, är en svensk fotbollsspelare (försvarare) med syrianskt ursprung som spelar för United IK. 

## Karriär
Demirs moderklubb är IFK Värnamo. Han spelade för Värnamo i Division 1 Södra 2006. Säsongen 2007 gick han till Syrianska FC. Han har representerat klubben i Division 1 Norra, Superettan samt Allsvenskan.
Inför säsongen 2014/2015 skrev han på ett tvåårskontrakt med Boluspor. I mars 2015 bröt han kontraktet. Samma månad skrev han på för Assyriska FF. I februari 2016 skrev Demir på för AFC United. I mars 2017 återvände Demir till Assyriska FF. I januari 2018 återvände han till Syrianska FC.
Säsongen 2020 gick Demir till division 3-klubben United IK.